# Калист Серски
Калист (на гръцки: Καλλίστος) е православен духовник, серски митрополит на Вселенската патриаршия.

## Биография
Калист е на серския престол в 1497 година. Вероятно наследява в 1491 година станалия вселенски патриарх Максим. Споменат е през март 1501 година. Вероятно е наследен от Генадий Серски.